# 활꼴
활꼴(circular segment)이란 원 위의 임의의 두 점을 이은 선분인 현(chord)과 같은 두 점을 연결하는 호(弧, arc)로 이루어진 도형이다. 활꼴에서 두 점을 이은 직선이 지름이면 반원이 된다. 점 A와 점B 그리고 점 X가 원 위에 놓여 있으면 원호(arc) 위에서 어떤 선이 만나느냐에 따라 활꼴 또는 부채꼴이 된다. 선분 BX 또는 선분 AB가 호 위에서 만나면 활꼴이, 원의 중심 M을 지나는 최단거리 선분 AM 또는 선분 BM을 점X와 호(arc) 위에서 연결하면 보다 큰 부채꼴 AMX 또는 보다 작은 부채꼴 BMX가  된다.

## 호와 현
| |
| (예시) 점BX는 직선에서 현, 곡선에서 호이며 활꼴이 된다. 또한 직경(AB)는 원 위에서 가장 큰 활꼴이다. |

## 현과 직경과의 관계
|                                          |
| (예시) 유클리드 기하학 원론 제3권 법칙35 |

현 {\displaystyle {\overline {CD}}}와 직경{\displaystyle {\overline {AB}}}가 수직으로 만나는 점 E에서 선분 AE와 선분EB와의 비율은 원둘레에서 호의 길이의 비율을 보여준다.
따라서 이러한 성질은 선분 AE와 선분EB와의 비율에서 역시 활꼴의 면적을 보여줄 수 있다.
한편  활꼴의 길이 선분CD와 활꼴의 높이 선분EB를 갖는 활꼴의 길이({\displaystyle l})는 높이({\displaystyle h})와 직경({\displaystyle D})에서 다음의 관계가 있다.
{\displaystyle \left({\overline {CE}}\right)\left({\overline {ED}}\right)=\left({\overline {AE}}\right)\left({\overline {EB}}\right)}이다.
{\displaystyle {\overline {CD}}={\overline {CE}}+{\overline {ED}}}이고 {\displaystyle {\overline {CE}}={\overline {ED}}}이면
{\displaystyle {\overline {AE}}=a,{\overline {EB}}=b,{\overline {CE}}=x}를 예약하고
{\displaystyle x^{2}=ab}
{\displaystyle x={\sqrt {ab}}}
{\displaystyle l=2x=2{\sqrt {ab}}}이고 {\displaystyle a=D-b}이다.
따라서
{\displaystyle l=2{\sqrt {(D-b)b}}}
따라서
{\displaystyle l={\sqrt {\left(4Dh\right)-\left(4h^{2}\right)}}}

## 활꼴의 면적
|        |
| (예시) |

반지름(r)과 호(또는 활꼴)의 둘레 길이(L) 그리고 점MBX에서 부채꼴의 면적(S)은
{\displaystyle S={{1} \over {2}}rL} 이고
활꼴의 면적(A)은 부채꼴의 면적(S) 그리고 삼각형 △MBX에서
{\displaystyle A=S-\triangle MBX}이다.

## 같이 보기
- 원추형
- 삼각함수
- 변심거리
- 할선